# Fachverband der Film- und Musikwirtschaft
Der Fachverband der Film- und Musikwirtschaft (FAMA, Film and Music Austria) ist eine Körperschaft öffentlichen Rechts. Er ist Teil der Sparte Gewerbe und Handwerk in der Wirtschaftskammer Österreich und vertritt die Interessen seiner Mitgliedsunternehmen aus dem Bereich der Film- und Musikindustrie. Bis 2011 war der Verband in der Sektion Industrie eingegliedert, durch die Umgliederung in die Sparte Gewerbe und Handwerk wurde die Eigenbezeichnung von „FAFO“ (Fachverband der Audiovisions- und Filmindustrie Österreichs) auf seine heutige Form geändert.

## Mitglieder
Die Mitgliedschaft ist gesetzlich verpflichtend und erfolgt mit Erhalt einer Gewerbeberechtigung für:
- Produktion, Vervielfältigung und Pressung von Ton- und Bildträgern (Presswerke) mit Ausnahme der Tätigkeiten der Buch-, Kunst- und Musikalienverlage (E-Books)
- Filmproduktion
- Produktion von Filmmaterial
- Betrieb eines Musiklabels, bestehend in der Herstellung von Tonaufnahmen sowie deren Bearbeitung
- Technischer Transfer (d. h. Entwickeln, Kopieren und Überspielen) und Synchronisation audiovisueller Produktionen, Überspielen auf Trägermaterial jeder Art sowie Be- und Nachbearbeitung und digitale Bild- und Tongestaltung für Bewegtbild, unter Ausschluss der den Berufsfotografen vorbehaltlichen Tätigkeiten
- Betrieb von Filmstudios
- Filmverleih und -vertrieb unabhängig vom Trägermaterial, ausgenommen Videotheken
- Betrieb eines Musik- oder Filmverlags, bestehend im Erwerb und der Einräumung von Verwertungsrechten oder Nutzungsbewilligungen an Film- und/oder Musikproduktionen (ausgenommen Musikalienverlage)
- Betrieb eines Tonstudios

Mit Stand Jänner 2012 zählte FAMA knapp 4.400 Mitgliedsunternehmen. 2010 waren bei diesen 3.759 Angestellte und 151 Arbeiter beschäftigt. Im Vergleich zu 2004 lässt sich ein deutlicher Anstieg der Mitgliedsunternehmen erkennen (damals: 2.800). Die Zahl der Beschäftigten ging jedoch geringfügig zurück (2004: 4.047 Angestellte und 294 Arbeiter, die einen Branchenumsatz von 1,13 Mrd. € erwirtschafteten).

## Tätigkeit
Die Aufgabe von FAMA ist es, den österreichischen Standort für Film- und Musikunternehmen zu sichern und zu begünstigen. Als Vertreter der Unternehmer setzt sich FAMA für seine Mitglieder für bessere wirtschaftliche Rahmenbedingungen (z. B. Steuern) ein.
Im Rahmen der Sozialpartnerschaft verhandelt FAMA als Arbeitgebervertreter die Kollektivverträge der Filmschaffenden und Nicht-Filmschaffenden gemeinsam mit den Arbeitnehmervertretern (Gewerkschaft) aus.
Zudem veröffentlicht FAMA jährlich diverse Statistiken und Jahresberichte, wie beispielsweise den Filmwirtschaftsbericht oder diverse Produktions- und Beschäftigtenstatistiken.

## Organisation
FAMA verfügt über unterschiedliche Fachausschüsse, die für die verschiedenen Sparten und Berufsgruppen zuständig sind:
- Spielfilm, Fernsehfilm, Kurz- und Dokumentarfilm
- Wirtschaftsfilm
- Werbefilm
- Teamvermietung
- Filmverleih- und vertrieb
- Tonstudios
- Musikwirtschaft

Durch die jeweiligen Fachvertretungen ist FAMA in jedem österreichischen Bundesland vertreten.

### Filmprädikatisierung und Auszeichnungsvergabe
Die 1962 gegründete Gemeinsame Filmbewertungskommission der Länder (GFBK) wird geschäftlich von der FAMA repräsentiert. Die Bewertungskommission selbst setzt sich aus je zwei Vertretern eines jeden österreichischen Bundeslandes zusammen und entscheidet über die Prädikatisierung der in Österreich zur Kinovorführung gelangenden Filme. Je nach Entscheidung der Kommission wird das Prädikat „Besonders wertvoll“, „wertvoll“, „Sehenswert“ oder keines vergeben. Kinos, die prädikatisierte Filme vorführen, erhalten Steuerermäßigungen.
Mit dem „Austrian Ticket“ und dem „Golden Ticket“ vergibt der Verband der Filmverleih- und Vertriebsgesellschaften sowie der Fachverband der Kino-, Kultur- und Vergnügungsbetriebe (beide Teil der FAMA) seit 1983 jährlich Preise an die Filme mit den meisten Kinobesuchen in Österreich. Das „Golden Ticket“ bekommt jeder Film, völlig gleich welcher Herkunft, der in Österreich innerhalb von 18 Monaten mehr als 300.000 Zuseher erreicht. Filme, die in diesem Zeitraum mehr als 600.000 Zuseher erreichten, erhalten das „Super-Golden Ticket“ und bei mehr als einer Million Kinobesuche das „Diamond Ticket“. Bis 2007 lief diese Auszeichnungsvergabe unter dem Titel „Österreichischer Filmpreis“. Im Zuge der Schaffung eines Preises für österreichische Filme durch die Akademie des Österreichischen Films wurde diese Bezeichnung aufgegeben. 2011 wurde schließlich der erste Österreichische Filmpreis vergeben, der nicht durch Ticketverkaufszahlen, sondern durch die Mitglieder der Akademie mittels eines geheimen Wahlverfahrens bestimmt wird.